# Def Mix Productions
Def Mix Productions è una casa discografica di musica house con base a New York fondata dai Dj: Frankie Knuckles, David Morales, Satoshi Tomiie, Hector Romero e Bobby D'Ambrosio.